# Fernando Lillo Redonet
Fernando Lillo Redonet (Castellón de la Plana, 1969) es doctor en Filología Clásica, catedrático de latín en el IES San Tomé de Freixeiro (Vigo) y autor de numerosos libros y artículos sobre el Mundo Antiguo. Ha sido pionero en España en los estudios sobre el cine de romanos con sus obras El cine de romanos y su aplicación didáctica (1994) y El cine de tema griego y su aplicación didáctica (1997).
Es autor también de guías didácticas de películas como Gladiator o Alejandro Magno.
Ha sido miembro del comité científico del Congreso Internacional Imagines. La Antigüedad en las Artes Escénicas y Visuales (Universidad de la Rioja, 2007) y colaborador en el volumen Hellas on Screen. Cinematic Receptions of Ancient History, Literature and Myth (2008). Ha impartido conferencias en Universidades españolas y extranjeras sobre el cine de romanos e igualmente numerosos cursos de formación del profesorado sobre el mismo tema. Es colaborador habitual de Historia National Geographic, revista en la que ha publicado artículos y reseñas sobre el mundo griego y romano.

## Obras

### Novelas
- Teucro, el arquero de Troya (2004)
- Medulio. El Norte contra Roma (2005)
- Séneca. El camino del sabio (2006)
- Los jinetes del mar. El secreto de Cartago (2018)

### Ensayos
- Héroes de Grecia y Roma en la pantalla (2010)
- Gladiadores: Mito y realidad (2011)
- Fantasmas, brujas y magos de Grecia y Roma (2013)
- Hijos de Ben-Hur. Las carreras del circo en la antigua Roma (2016)
- Un día en Pompeya (2020)

### Libros de relatos para escolares
- El aprendiz de brujo y otros relatos de Grecia y Roma (2006)
- Superhéroes griegos. Relatos de héroes mitológicos e históricos de la antigua Grecia (2016)

- Datos: Q5859788